# Computer Leveling Air Suspension System
Computer Leveling Air Suspension System (CLASS) is een met een luchtcompressor werkend systeem om de veervoorspanning van motorfietsen te wijzigen. Het is een systeem van Yamaha dat werd gebruikt op de Yamaha XVZ 1200-serie (vanaf 1983). Het systeem werd ook wel RRS (Rising Rate Suspension) genoemd.